# Moropsyche baishanzuensis
Moropsyche baishanzuensis is een schietmot uit de
familie Apataniidae. De soort komt voor in het Oriëntaals gebied.